# Wilkowo (gromada w powiecie kętrzyńskim)
Wilkowo – dawna gromada, czyli najmniejsza jednostka podziału terytorialnego Polskiej Rzeczypospolitej Ludowej w latach 1954–1972.
Gromady, z gromadzkimi radami narodowymi (GRN) jako organami władzy najniższego stopnia na wsi, funkcjonowały od reformy reorganizującej administrację wiejską przeprowadzonej jesienią 1954 do momentu ich zniesienia z dniem 1 stycznia 1973, tym samym wypierając organizację gminną w latach 1954–1972.
Gromadę Wilkowo z siedzibą GRN w Wilkowie utworzono – jako jedną z 8759 gromad na obszarze Polski – w powiecie kętrzyńskim w woj. olsztyńskim na mocy uchwały nr 15 WRN w Olsztynie z dnia 4 października 1954. W skład jednostki weszły obszary dotychczasowych gromad Wilkowo i Pręgowo oraz miejscowości Bezławki, Stachowizna i Stąpławki z dotychczasowej gromady Bezławki ze zniesionej gminy Bezławki  w tymże powiecie. Dla gromady ustalono 13 członków gromadzkiej rady narodowej.
1 stycznia 1958 do gromady Wilkowo włączono PGR Wólka Pilecka ze zniesionej gromady Pilec w tymże powiecie.
Gromadę zniesiono 1 stycznia 1960, a jej obszar włączono do gromad Święta Lipka (wsie Stąpławki i Wilkowo, osady Bezławki, Barwik, Dajnowo i Marzenin oraz PGR-y Stachowizna, Wólka Pilecka, Łazdoje i Stadniki) i Biedaszki (wieś Pręgowo, osady Bocian i Turwągi oraz PGR Wólka) w tymże powiecie.